# 广州狂蛛
广州狂蛛（学名：Zelotes cantonensis）为平腹蛛科狂蛛属的动物。該物種由宋大祥與诺曼·普拉特尼克於1986年首次描述。蜘蛛喜歡在夜间捕食，白天躲在岩石和树叶下。蜘蛛的身体呈椭圆形。